# Bryx heraldi
Bryx heraldi és una espècie de peix de la família dels singnàtids i de l'ordre dels singnatiformes.

## Morfologia
- Els mascles poden assolir 7 cm de longitud total.[4][5]

## Reproducció
És ovovivípar i el mascle transporta els ous en una bossa ventral, la qual es troba a sota de la cua.

## Hàbitat
És un peix marí de clima temperat i associat als esculls de corall que viu entre 6-23 m de fondària.

## Distribució geogràfica
Es troba a Xile: Illa San Félix i Illes Juan Fernández.